# Jan Dominikowicz Pac
Jan Dominikowicz Pac herbu Gozdawa (ur. 1563 w Wilnie, zm. 1610) – wojewoda miński oraz ciwun wileński.

## Życiorys
Syn Dominika, kasztelana sandomierskiego.
Był cześnikiem wileńskim od 1580 roku, potem ciwunem wileńskim od 1589. W latach (1600–1610) pełnił urząd wojewody mińskiego. Był marszałkiem sejmu w 1592 oraz dzierżawcą Kamieńca. Początkowo kalwin, w 1600 roku przeszedł na katolicyzm.
Poseł na sejm zwyczajny 1597 roku z powiatu wileńskiego.
Jego wnuk Konstanty Władysław Pac był chorążym-pułkownikiem wojsk litewskich.